# Ури Авнер
Ури Авнер  (Петах Тиква, 13. јануар 1941 — 10. јун 2014) био је изрелски проблемиста, велемајстор шаховске композиције. По основном занимању клинички психолог.
Много година предводио је израелске проблемисте, представљао Израел на конгресима Сталне комисије ФИДЕ за проблемски шах (ПЦЦЦ), а у периоду 2006-2010 био је и председник Комисије. 2010. постао је почасни председник Светске федерације за проблемски шах (WFCC).
Био је набољи израелски шаховски композитор. У ФИДЕ Албумима има 81.5 поен (до 2006.). Звање велемајстора стекао је 2009.
Први шаховски проблем објавио је са 12 година. Са 17 година прекида бављење проблемским шахом и враћа му се тек после две деценије. Као јак шаховски играч, освојио је неколико важних турнира у Израелу. Аутор и ко-аутор је неколико књига о проблемском шаху.
Био је 25 година уредник израелског проблемског часописа Варијантим. Четири пута је освојио прво место у појединим групама Светског турнира у композицији (WCCT).
Био је светски вицешампион у категорији самоматова на Трећем светском првенству у шаховској композицији
Три пута је успешно организовао светске конгресе проблемиста у Израелу: 1983., 1996. и 1999.

## Проблем
|   | a | b | c | d | e | f | g | h |   |
| 8 | c6 black pawn · c5 white bishop · b4 black pawn · c3 black pawn · d3 white knight · f3 white knight · g3 black pawn · b2 white pawn · c2 white pawn · e2 black knight · g2 white pawn · d1 white bishop · f1 black king · h1 white king | c6 black pawn · c5 white bishop · b4 black pawn · c3 black pawn · d3 white knight · f3 white knight · g3 black pawn · b2 white pawn · c2 white pawn · e2 black knight · g2 white pawn · d1 white bishop · f1 black king · h1 white king | c6 black pawn · c5 white bishop · b4 black pawn · c3 black pawn · d3 white knight · f3 white knight · g3 black pawn · b2 white pawn · c2 white pawn · e2 black knight · g2 white pawn · d1 white bishop · f1 black king · h1 white king | c6 black pawn · c5 white bishop · b4 black pawn · c3 black pawn · d3 white knight · f3 white knight · g3 black pawn · b2 white pawn · c2 white pawn · e2 black knight · g2 white pawn · d1 white bishop · f1 black king · h1 white king | c6 black pawn · c5 white bishop · b4 black pawn · c3 black pawn · d3 white knight · f3 white knight · g3 black pawn · b2 white pawn · c2 white pawn · e2 black knight · g2 white pawn · d1 white bishop · f1 black king · h1 white king | c6 black pawn · c5 white bishop · b4 black pawn · c3 black pawn · d3 white knight · f3 white knight · g3 black pawn · b2 white pawn · c2 white pawn · e2 black knight · g2 white pawn · d1 white bishop · f1 black king · h1 white king | c6 black pawn · c5 white bishop · b4 black pawn · c3 black pawn · d3 white knight · f3 white knight · g3 black pawn · b2 white pawn · c2 white pawn · e2 black knight · g2 white pawn · d1 white bishop · f1 black king · h1 white king | c6 black pawn · c5 white bishop · b4 black pawn · c3 black pawn · d3 white knight · f3 white knight · g3 black pawn · b2 white pawn · c2 white pawn · e2 black knight · g2 white pawn · d1 white bishop · f1 black king · h1 white king | 8 |
| 7 | c6 black pawn · c5 white bishop · b4 black pawn · c3 black pawn · d3 white knight · f3 white knight · g3 black pawn · b2 white pawn · c2 white pawn · e2 black knight · g2 white pawn · d1 white bishop · f1 black king · h1 white king | c6 black pawn · c5 white bishop · b4 black pawn · c3 black pawn · d3 white knight · f3 white knight · g3 black pawn · b2 white pawn · c2 white pawn · e2 black knight · g2 white pawn · d1 white bishop · f1 black king · h1 white king | c6 black pawn · c5 white bishop · b4 black pawn · c3 black pawn · d3 white knight · f3 white knight · g3 black pawn · b2 white pawn · c2 white pawn · e2 black knight · g2 white pawn · d1 white bishop · f1 black king · h1 white king | c6 black pawn · c5 white bishop · b4 black pawn · c3 black pawn · d3 white knight · f3 white knight · g3 black pawn · b2 white pawn · c2 white pawn · e2 black knight · g2 white pawn · d1 white bishop · f1 black king · h1 white king | c6 black pawn · c5 white bishop · b4 black pawn · c3 black pawn · d3 white knight · f3 white knight · g3 black pawn · b2 white pawn · c2 white pawn · e2 black knight · g2 white pawn · d1 white bishop · f1 black king · h1 white king | c6 black pawn · c5 white bishop · b4 black pawn · c3 black pawn · d3 white knight · f3 white knight · g3 black pawn · b2 white pawn · c2 white pawn · e2 black knight · g2 white pawn · d1 white bishop · f1 black king · h1 white king | c6 black pawn · c5 white bishop · b4 black pawn · c3 black pawn · d3 white knight · f3 white knight · g3 black pawn · b2 white pawn · c2 white pawn · e2 black knight · g2 white pawn · d1 white bishop · f1 black king · h1 white king | c6 black pawn · c5 white bishop · b4 black pawn · c3 black pawn · d3 white knight · f3 white knight · g3 black pawn · b2 white pawn · c2 white pawn · e2 black knight · g2 white pawn · d1 white bishop · f1 black king · h1 white king | 7 |
| 6 | c6 black pawn · c5 white bishop · b4 black pawn · c3 black pawn · d3 white knight · f3 white knight · g3 black pawn · b2 white pawn · c2 white pawn · e2 black knight · g2 white pawn · d1 white bishop · f1 black king · h1 white king | c6 black pawn · c5 white bishop · b4 black pawn · c3 black pawn · d3 white knight · f3 white knight · g3 black pawn · b2 white pawn · c2 white pawn · e2 black knight · g2 white pawn · d1 white bishop · f1 black king · h1 white king | c6 black pawn · c5 white bishop · b4 black pawn · c3 black pawn · d3 white knight · f3 white knight · g3 black pawn · b2 white pawn · c2 white pawn · e2 black knight · g2 white pawn · d1 white bishop · f1 black king · h1 white king | c6 black pawn · c5 white bishop · b4 black pawn · c3 black pawn · d3 white knight · f3 white knight · g3 black pawn · b2 white pawn · c2 white pawn · e2 black knight · g2 white pawn · d1 white bishop · f1 black king · h1 white king | c6 black pawn · c5 white bishop · b4 black pawn · c3 black pawn · d3 white knight · f3 white knight · g3 black pawn · b2 white pawn · c2 white pawn · e2 black knight · g2 white pawn · d1 white bishop · f1 black king · h1 white king | c6 black pawn · c5 white bishop · b4 black pawn · c3 black pawn · d3 white knight · f3 white knight · g3 black pawn · b2 white pawn · c2 white pawn · e2 black knight · g2 white pawn · d1 white bishop · f1 black king · h1 white king | c6 black pawn · c5 white bishop · b4 black pawn · c3 black pawn · d3 white knight · f3 white knight · g3 black pawn · b2 white pawn · c2 white pawn · e2 black knight · g2 white pawn · d1 white bishop · f1 black king · h1 white king | c6 black pawn · c5 white bishop · b4 black pawn · c3 black pawn · d3 white knight · f3 white knight · g3 black pawn · b2 white pawn · c2 white pawn · e2 black knight · g2 white pawn · d1 white bishop · f1 black king · h1 white king | 6 |
| 5 | c6 black pawn · c5 white bishop · b4 black pawn · c3 black pawn · d3 white knight · f3 white knight · g3 black pawn · b2 white pawn · c2 white pawn · e2 black knight · g2 white pawn · d1 white bishop · f1 black king · h1 white king | c6 black pawn · c5 white bishop · b4 black pawn · c3 black pawn · d3 white knight · f3 white knight · g3 black pawn · b2 white pawn · c2 white pawn · e2 black knight · g2 white pawn · d1 white bishop · f1 black king · h1 white king | c6 black pawn · c5 white bishop · b4 black pawn · c3 black pawn · d3 white knight · f3 white knight · g3 black pawn · b2 white pawn · c2 white pawn · e2 black knight · g2 white pawn · d1 white bishop · f1 black king · h1 white king | c6 black pawn · c5 white bishop · b4 black pawn · c3 black pawn · d3 white knight · f3 white knight · g3 black pawn · b2 white pawn · c2 white pawn · e2 black knight · g2 white pawn · d1 white bishop · f1 black king · h1 white king | c6 black pawn · c5 white bishop · b4 black pawn · c3 black pawn · d3 white knight · f3 white knight · g3 black pawn · b2 white pawn · c2 white pawn · e2 black knight · g2 white pawn · d1 white bishop · f1 black king · h1 white king | c6 black pawn · c5 white bishop · b4 black pawn · c3 black pawn · d3 white knight · f3 white knight · g3 black pawn · b2 white pawn · c2 white pawn · e2 black knight · g2 white pawn · d1 white bishop · f1 black king · h1 white king | c6 black pawn · c5 white bishop · b4 black pawn · c3 black pawn · d3 white knight · f3 white knight · g3 black pawn · b2 white pawn · c2 white pawn · e2 black knight · g2 white pawn · d1 white bishop · f1 black king · h1 white king | c6 black pawn · c5 white bishop · b4 black pawn · c3 black pawn · d3 white knight · f3 white knight · g3 black pawn · b2 white pawn · c2 white pawn · e2 black knight · g2 white pawn · d1 white bishop · f1 black king · h1 white king | 5 |
| 4 | c6 black pawn · c5 white bishop · b4 black pawn · c3 black pawn · d3 white knight · f3 white knight · g3 black pawn · b2 white pawn · c2 white pawn · e2 black knight · g2 white pawn · d1 white bishop · f1 black king · h1 white king | c6 black pawn · c5 white bishop · b4 black pawn · c3 black pawn · d3 white knight · f3 white knight · g3 black pawn · b2 white pawn · c2 white pawn · e2 black knight · g2 white pawn · d1 white bishop · f1 black king · h1 white king | c6 black pawn · c5 white bishop · b4 black pawn · c3 black pawn · d3 white knight · f3 white knight · g3 black pawn · b2 white pawn · c2 white pawn · e2 black knight · g2 white pawn · d1 white bishop · f1 black king · h1 white king | c6 black pawn · c5 white bishop · b4 black pawn · c3 black pawn · d3 white knight · f3 white knight · g3 black pawn · b2 white pawn · c2 white pawn · e2 black knight · g2 white pawn · d1 white bishop · f1 black king · h1 white king | c6 black pawn · c5 white bishop · b4 black pawn · c3 black pawn · d3 white knight · f3 white knight · g3 black pawn · b2 white pawn · c2 white pawn · e2 black knight · g2 white pawn · d1 white bishop · f1 black king · h1 white king | c6 black pawn · c5 white bishop · b4 black pawn · c3 black pawn · d3 white knight · f3 white knight · g3 black pawn · b2 white pawn · c2 white pawn · e2 black knight · g2 white pawn · d1 white bishop · f1 black king · h1 white king | c6 black pawn · c5 white bishop · b4 black pawn · c3 black pawn · d3 white knight · f3 white knight · g3 black pawn · b2 white pawn · c2 white pawn · e2 black knight · g2 white pawn · d1 white bishop · f1 black king · h1 white king | c6 black pawn · c5 white bishop · b4 black pawn · c3 black pawn · d3 white knight · f3 white knight · g3 black pawn · b2 white pawn · c2 white pawn · e2 black knight · g2 white pawn · d1 white bishop · f1 black king · h1 white king | 4 |
| 3 | c6 black pawn · c5 white bishop · b4 black pawn · c3 black pawn · d3 white knight · f3 white knight · g3 black pawn · b2 white pawn · c2 white pawn · e2 black knight · g2 white pawn · d1 white bishop · f1 black king · h1 white king | c6 black pawn · c5 white bishop · b4 black pawn · c3 black pawn · d3 white knight · f3 white knight · g3 black pawn · b2 white pawn · c2 white pawn · e2 black knight · g2 white pawn · d1 white bishop · f1 black king · h1 white king | c6 black pawn · c5 white bishop · b4 black pawn · c3 black pawn · d3 white knight · f3 white knight · g3 black pawn · b2 white pawn · c2 white pawn · e2 black knight · g2 white pawn · d1 white bishop · f1 black king · h1 white king | c6 black pawn · c5 white bishop · b4 black pawn · c3 black pawn · d3 white knight · f3 white knight · g3 black pawn · b2 white pawn · c2 white pawn · e2 black knight · g2 white pawn · d1 white bishop · f1 black king · h1 white king | c6 black pawn · c5 white bishop · b4 black pawn · c3 black pawn · d3 white knight · f3 white knight · g3 black pawn · b2 white pawn · c2 white pawn · e2 black knight · g2 white pawn · d1 white bishop · f1 black king · h1 white king | c6 black pawn · c5 white bishop · b4 black pawn · c3 black pawn · d3 white knight · f3 white knight · g3 black pawn · b2 white pawn · c2 white pawn · e2 black knight · g2 white pawn · d1 white bishop · f1 black king · h1 white king | c6 black pawn · c5 white bishop · b4 black pawn · c3 black pawn · d3 white knight · f3 white knight · g3 black pawn · b2 white pawn · c2 white pawn · e2 black knight · g2 white pawn · d1 white bishop · f1 black king · h1 white king | c6 black pawn · c5 white bishop · b4 black pawn · c3 black pawn · d3 white knight · f3 white knight · g3 black pawn · b2 white pawn · c2 white pawn · e2 black knight · g2 white pawn · d1 white bishop · f1 black king · h1 white king | 3 |
| 2 | c6 black pawn · c5 white bishop · b4 black pawn · c3 black pawn · d3 white knight · f3 white knight · g3 black pawn · b2 white pawn · c2 white pawn · e2 black knight · g2 white pawn · d1 white bishop · f1 black king · h1 white king | c6 black pawn · c5 white bishop · b4 black pawn · c3 black pawn · d3 white knight · f3 white knight · g3 black pawn · b2 white pawn · c2 white pawn · e2 black knight · g2 white pawn · d1 white bishop · f1 black king · h1 white king | c6 black pawn · c5 white bishop · b4 black pawn · c3 black pawn · d3 white knight · f3 white knight · g3 black pawn · b2 white pawn · c2 white pawn · e2 black knight · g2 white pawn · d1 white bishop · f1 black king · h1 white king | c6 black pawn · c5 white bishop · b4 black pawn · c3 black pawn · d3 white knight · f3 white knight · g3 black pawn · b2 white pawn · c2 white pawn · e2 black knight · g2 white pawn · d1 white bishop · f1 black king · h1 white king | c6 black pawn · c5 white bishop · b4 black pawn · c3 black pawn · d3 white knight · f3 white knight · g3 black pawn · b2 white pawn · c2 white pawn · e2 black knight · g2 white pawn · d1 white bishop · f1 black king · h1 white king | c6 black pawn · c5 white bishop · b4 black pawn · c3 black pawn · d3 white knight · f3 white knight · g3 black pawn · b2 white pawn · c2 white pawn · e2 black knight · g2 white pawn · d1 white bishop · f1 black king · h1 white king | c6 black pawn · c5 white bishop · b4 black pawn · c3 black pawn · d3 white knight · f3 white knight · g3 black pawn · b2 white pawn · c2 white pawn · e2 black knight · g2 white pawn · d1 white bishop · f1 black king · h1 white king | c6 black pawn · c5 white bishop · b4 black pawn · c3 black pawn · d3 white knight · f3 white knight · g3 black pawn · b2 white pawn · c2 white pawn · e2 black knight · g2 white pawn · d1 white bishop · f1 black king · h1 white king | 2 |
| 1 | c6 black pawn · c5 white bishop · b4 black pawn · c3 black pawn · d3 white knight · f3 white knight · g3 black pawn · b2 white pawn · c2 white pawn · e2 black knight · g2 white pawn · d1 white bishop · f1 black king · h1 white king | c6 black pawn · c5 white bishop · b4 black pawn · c3 black pawn · d3 white knight · f3 white knight · g3 black pawn · b2 white pawn · c2 white pawn · e2 black knight · g2 white pawn · d1 white bishop · f1 black king · h1 white king | c6 black pawn · c5 white bishop · b4 black pawn · c3 black pawn · d3 white knight · f3 white knight · g3 black pawn · b2 white pawn · c2 white pawn · e2 black knight · g2 white pawn · d1 white bishop · f1 black king · h1 white king | c6 black pawn · c5 white bishop · b4 black pawn · c3 black pawn · d3 white knight · f3 white knight · g3 black pawn · b2 white pawn · c2 white pawn · e2 black knight · g2 white pawn · d1 white bishop · f1 black king · h1 white king | c6 black pawn · c5 white bishop · b4 black pawn · c3 black pawn · d3 white knight · f3 white knight · g3 black pawn · b2 white pawn · c2 white pawn · e2 black knight · g2 white pawn · d1 white bishop · f1 black king · h1 white king | c6 black pawn · c5 white bishop · b4 black pawn · c3 black pawn · d3 white knight · f3 white knight · g3 black pawn · b2 white pawn · c2 white pawn · e2 black knight · g2 white pawn · d1 white bishop · f1 black king · h1 white king | c6 black pawn · c5 white bishop · b4 black pawn · c3 black pawn · d3 white knight · f3 white knight · g3 black pawn · b2 white pawn · c2 white pawn · e2 black knight · g2 white pawn · d1 white bishop · f1 black king · h1 white king | c6 black pawn · c5 white bishop · b4 black pawn · c3 black pawn · d3 white knight · f3 white knight · g3 black pawn · b2 white pawn · c2 white pawn · e2 black knight · g2 white pawn · d1 white bishop · f1 black king · h1 white king | 1 |
|   | a | b | c | d | e | f | g | h |   |

1. б3 !
```
*   1... Сц1 2. Сф4 Са2 3. Ле2#
*   1... Сг1 2. Сд4 Се2 3. Лxе2#
*   1... Сд4 2. Сг1 Сxb3 3. Ле2#
*   1... Сф4 2. Сц1 Сд3 3. Ле2#
```